# Риччи, Себастьяно
Себастьяно Риччи (итал. Sebastiano Ricci, Sebastiano Rizzi; 1 августа 1659[…], Беллуно, Венеция — 15 мая 1734[…], Венеция) — итальянский художник, представитель оригинального барочно-рокайльного стиля венецианской школы живописи. Его племянником был другой художник-пейзажист Марко Риччи. Многие картины они писали сообща.

## Биография

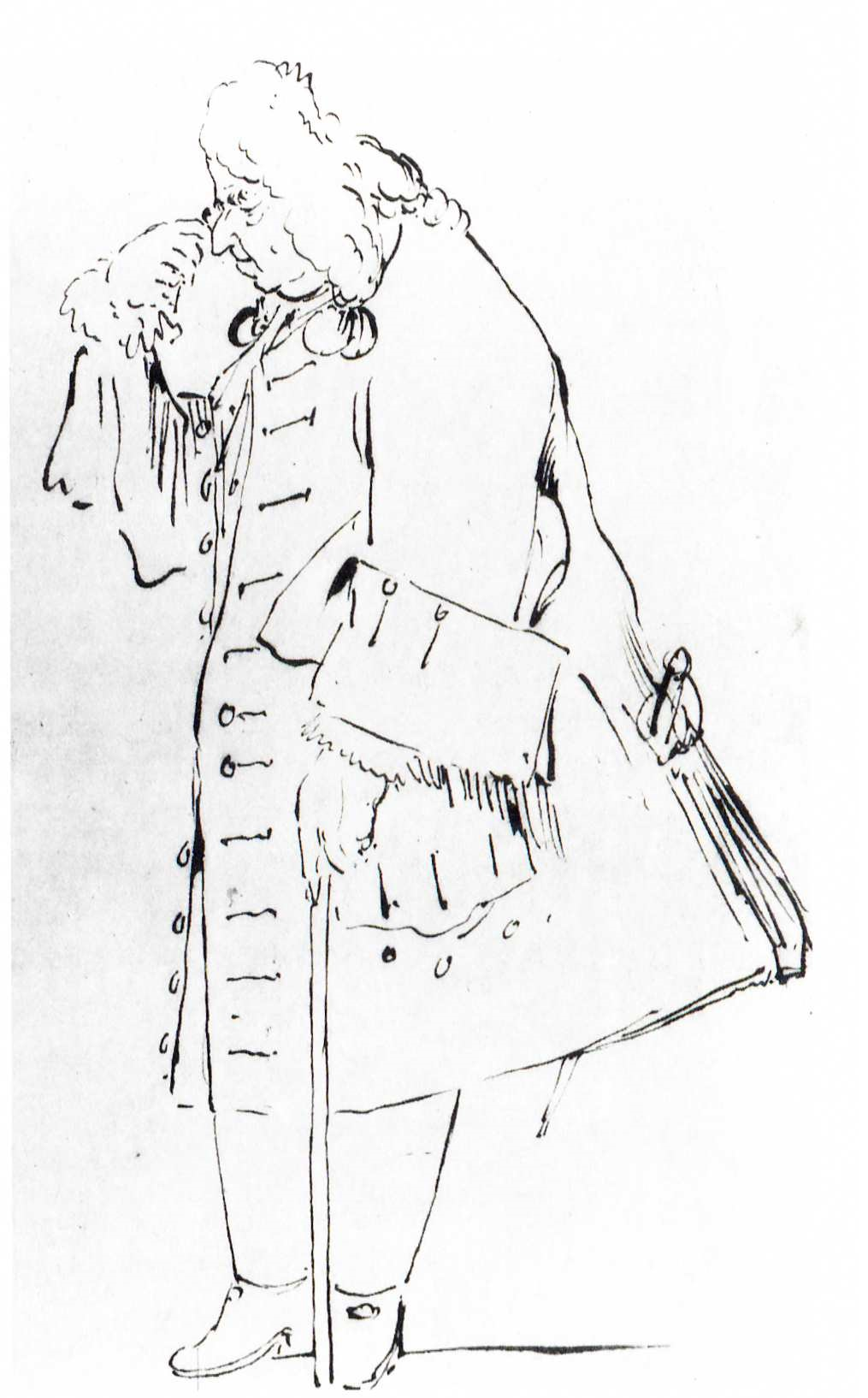
Марко Риччи. Дружеский шарж на Себастьяно Риччи. Ок. 1730 г. Собрание Дж. Смита

На венецианском диалекте фамилия художника пишется и читается «Рицци» (Rizzi). Именно так она выглядит в сохранившихся нотариальных документах. В позднейших источниках по логике унификации была заменена на более распространённое «Риччи». Риччи, сын Ливио и Андреаны родился в Беллуно, крещён 1 августа 1659 года. С 1671 года был учеником Федерико Червелли (последователя Луки Джордано) в Венеции. По сведениям Томмазо Теманцы первым учителем Риччи был Себастьяно Маццони.
В 1678 году, Риччи, бывший учеником в боттеге (мастерской) Риальто, сделал беременными двух девушек, из которых младшая, Антония Венанцио, пыталась отравиться, но безуспешно. Риччи был заключён в тюрьму, но затем освобожден благодаря «знатному лицу», вероятно, принадлежащему к могущественной семье Пизани. Позднее женился на матери своего ребёнка.
После освобождения в 1681 году Риччи уехал в Болонью и своё образование продолжил под руководством Джан Джузеппе дель Соле, художника декоративного направления, находившегося под влиянием Паоло Веронезе.
Его заказчиком стал герцог Пармы Рануччо II Фарнезе. В 1686 году Риччи выполнил по его поручению алтарную картину «Оплакивание Христа» для церкви Нуово Капучино. В 1687−1688 годах он создал серию картин со сценами из жизни папы Павла III для дворца герцогини Фарнезе в Пьяченце.
Себастьяно Риччи, вероятно, обладал буйным темпераментом и несносным характером. Хроники сообщают, что он бросил свою жену и дочь в Болонье в 1688 году, чтобы бежать с Маддаленой, дочерью художника Франческо Перуццини, в Турин; здесь, как сообщается, он был арестован и даже приговорён к смертной казни. Благодаря вмешательству герцога Пармского был освобождён, но изгнан из Турина. Риччи, очевидно, пользовался благосклонностью герцога Рануччо Фарнезе, потому что 2 марта 1691 года тот выдал ему «лицензию на фамильярность», своего рода рекомендательное письмо, и назначил ему ежемесячную пенсию. В качестве придворного художника Себастьяно Риччи поселился в Палаццо Фарнезе в Риме. По заказу герцога в 1692—1694 годах он копировал ватиканскую фреску Рафаэля в Станце Пожара в Борго «Коронование Карла Великого папой Львом III», копия предназначалась в подарок французскому королю Людовику XIV. Смерть герцога Рануччо в декабре 1694 года вынудила художника покинуть Рим, он переехал в Милан. Здесь до ноября 1695 года работал над росписью капеллы церкви Сан-Бернардино-деи-Морти.
В 1698 году Себастьяно Риччи возвратился в Венецию. Этот период отмечен серьёзным увлечением Риччи творчеством Веронезе. Некоторые его произведения, созданные в то время, напоминают грандиозные многофигурные композиции и сияющую живопись одного из главных художников Венеции второй половины XVI века.
В 1706—1707 годах во Флоренции Риччи выполнил две важнейшие работы: некоторыми исследователями творчества художника они считаются вершиной его карьеры. Он создал большую серию фресок на мифологические сюжеты и аллегории в Палаццо Маручелли-Фенци (совместно с Марко Риччи), работал вместе с художником Джузеппе Тонелли над украшением комнат Палаццо Питти («Венера и Адонис»). Фрески в Палаццо Питти по сравнению с предыдущими работами Риччи отличаются яркими красками и светоносностью колорита. Эти работы принесли Риччи европейскую славу.
В 1708 году Себастьяно Риччи вместе с Марко Риччи прибыл в Лондон. Вдвоём они создали серию из восьми больших картин для Берлингтон-хаус (Burlington House) в Лондоне на тему «Триумф любви» (в этом здании в то время размещалась Академия художеств). По заказу графа Портленда Риччи расписал капеллу герцога Чендоса во дворце Кэннон (эта работа не сохранилась).
В конце 1716 года Себастьяно Риччи вместе с племянником Марко покинул Англию, чтобы остановиться в Париже, где он встретил Антуана Ватто и, возможно, также Ж.-О. Фрагонара. 18 мая 1718 года за работу «Триумф Мудрости над Невежеством» Себастьяно Риччи был принят в Королевскую Академию живописи и скульптуры в Париже (картина теперь хранится в Лувре). Вернувшись в Венецию в 1718 году с огромными суммами, которые он заработал в Лондоне, Себастьяно приобрёл большой дом в районе Сан-Марко.
Художник продолжал выполнять многие заказы королевских домов Европы. В 1734 году он завершил свою последнюю важную работу: «Вознесение Девы Марии» для Карлскирхе в Вене. 12 мая 1734 года в примечании к ранее написанному завещанию он утвердил жену единственной наследницей, «так как детей не имел». Заболев, он не перенёс хирургическую операцию и умер 15 мая в возрасте семидесяти четырёх лет.

## Особенности стиля

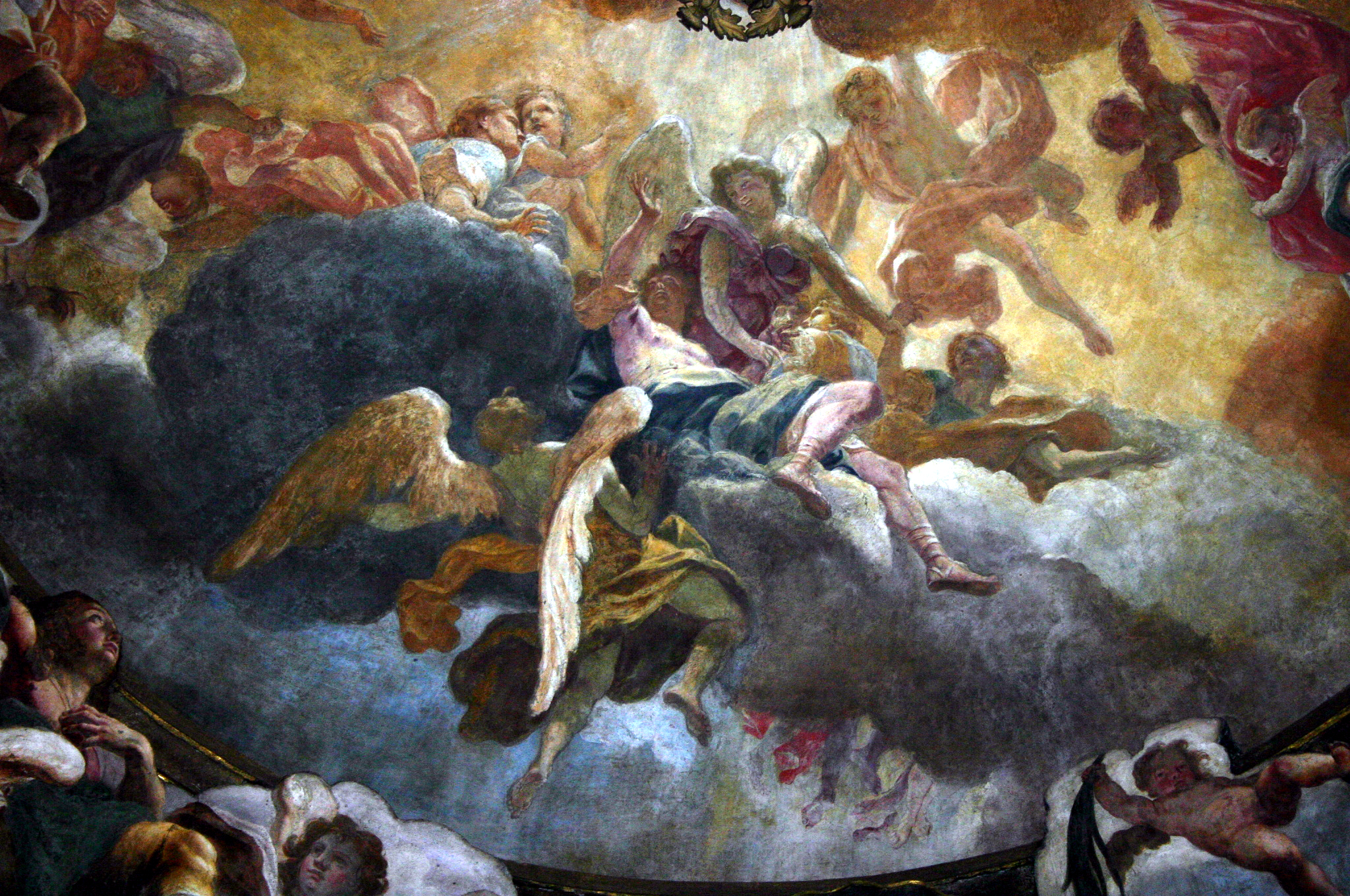
Деталь фрески Оссуария Сан-Бернардино. Милан

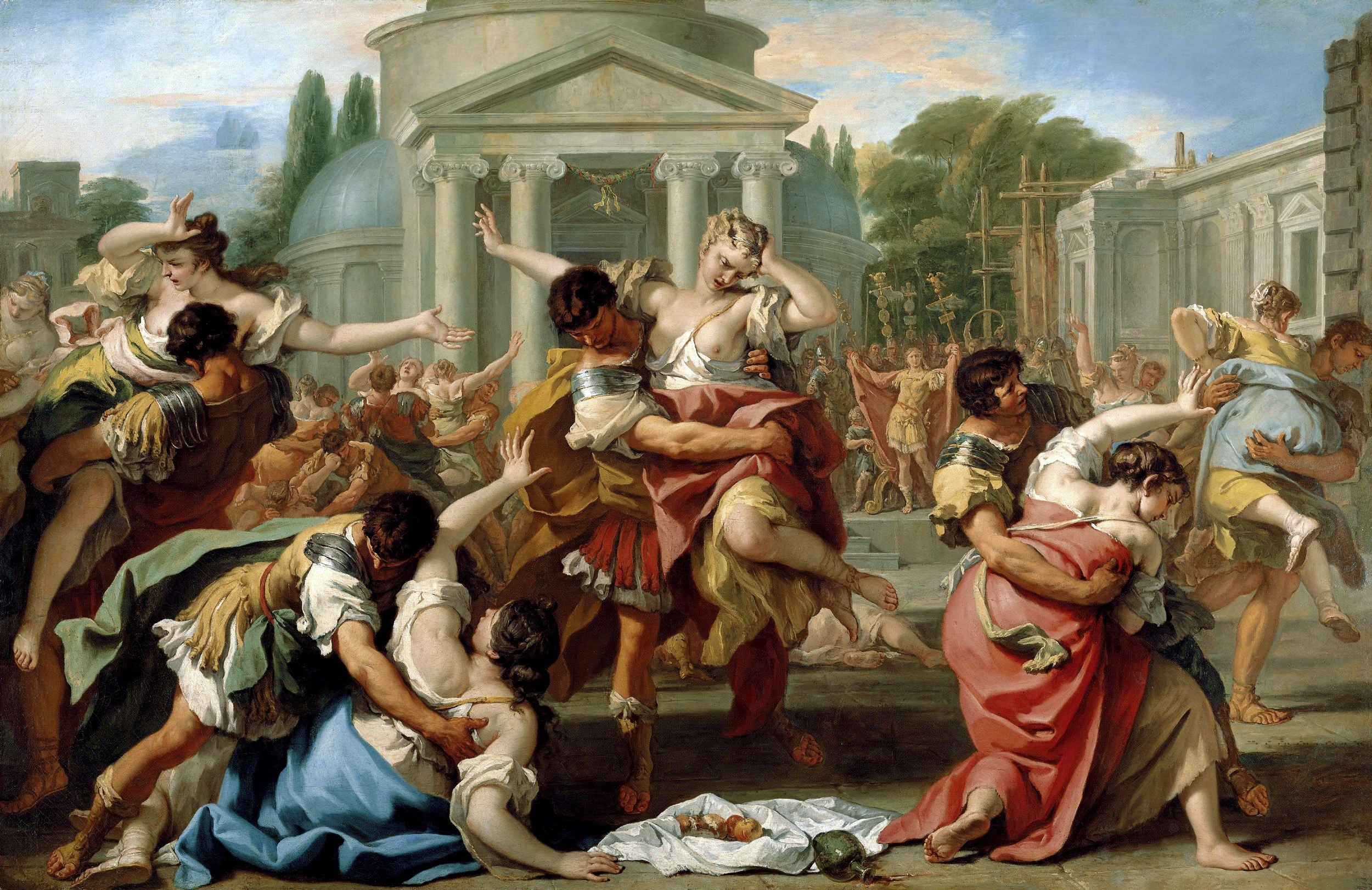
Похищение сабинянок. Ок. 1703. Холст, масло. Частное собрание

Живопись Себастьяно Риччи последовательно развивалась от форм высокого барокко к тонкому и изысканному стилю рококо. Своеобразный колорист, он разработал собственный стиль на основе венецианской традиции с её особенной тягой к живописности. Изучая достижения болонской и венецианской школ, Риччи создал свой неповторимый стиль, для которого характерны яркая цветовая гамма, светлый колорит, декоративность композиции.
В Милане Риччи встречался Алессандро Маньяско. Трагическая напряжённость живописи Маньяско не затронула мировоззрение Риччи, но он перенял у Маньяско экспрессивную манеру исполнения и характерный энергичный мазок. В больших алтарных картинах Риччи «узнаются композиционные приёмы Веронезе».
Среди художников, которые в начале XVIII века переходили от тяжести барокко к более лёгким формам, изящным фигурам и ярким краскам рококо, Себастьяно Риччи, наряду с Джованни Баттиста Тьеполо, Джамбаттиста Питтони, Джованни Баттиста Пьяцетта, Антонио Гварди и другими, также работавшими за пределами Венеции, был одним из первых.
Благодаря путешествиям Себастьяно Риччи сумел объединить многие новации живописного искусства за пределами Венеции: от Корреджо в Парме, братьев Карраччи из Болоньи, генуэзца Алессандро Маньяско, работавшего в Милане, римлянина Пьетро да Кортона и неаполитанца Луки Джордано. Однако работы Риччи не кажутся эклектичными; он нашёл собственный стиль «большой, красочной элегантности». Концепция Риччи отлична, к примеру, от концепции Андреа Поццо, ведущего теоретика и практика перспективной живописи своего времени. Риччи избегал крайних ракурсов и «квадратуры».
Творчество Риччи повлияло на искусство целой плеяды венецианских мастеров нового поколения: Франческо Палаццо, Гаспаро Дициани, Франческо Мильори, Гаэтано Цомпини. Наиболее известным учеником и последователем Себастьяно Риччи был Франческо Фонтебассо.

## Оценки творчества
В нём чувствуется тот синтез самого барочного декоративизма и самой индивидуализированной и содержательной живописи, который мы снова увидим у Тьеполо. С одной стороны, кортонизм, прямой и непрямой, с другой — очень острая живопись одинокого Маньяско; более насыщенного, содержательного и освобожденного от всякой академии… Это синтез, открывший новые горизонты откровенной живописи, даже если это не что иное, как балет, а как ощущается в чудесах цвета, в самых ярких, острых и подвижных акцентах
                                                                                                               В. Москини

 В конце века венецианцы осознали, что более чем на сто лет они были отрезаны от великих идей барочной живописи, теперь уже не римской, а европейской, и начали путешествовать. Странствующий венецианский живописец Себастьяно Риччи, как и все венецианцы семнадцатого века, ещё имеет вкус к плагиату, подражанию… самым разнообразным живописным прецедентам; но тем временем он расширяет свою культуру, чтобы стать европейцем в хорошем смысле этого слова… На этом пути ему удается открыть так называемое рококо в комнате Палаццо Питти или в сводах Палаццо Маручелли. Позднее он навредит своей невероятной культурной жадностью, которая придает его живописи вкус искусного репортажа всех европейских мотивов
                                                                                                               Р. Лонги

 Он умел навязать в Венеции и за её пределами новый вкус, сформированный с размышлением, но смело решённый в откровенном рококо, то в есть живых, искрящихся эффектах света и цвета… Богатство хроматического выражения разрешилось в новой и живой яркости: он умел это выразить, посредством разумной интерпретации хроматизма Веронезе и мазка Маньяско… Он предоставил новые языковые средства, драгоценные для всего развития живописи восемнадцатого века, даже для самого Тьеполо, после его отступничества от пьяцеттизма
Р. Паллуккини 

 Венеция, даже в большей степени, чем Неаполь, собирает наследие удивительного мастерства Луки Джордано… Себастьяно Риччи заново запускает его, расширяет, совершенствует в школе Себастьяно Маццони, а затем в учёной болонской среде, приобретая всё больше света и блестящих свойств техники; он усиливает его, переинтерпретируя непосредственно Веронезе и таким образом обогащая верхние регистры палитры новыми нотами; он даже добавляет актуальный зарубежный опыт, работая в Вене и Лондоне…
                                                                                                               Дж. К. Арган

## Галерея

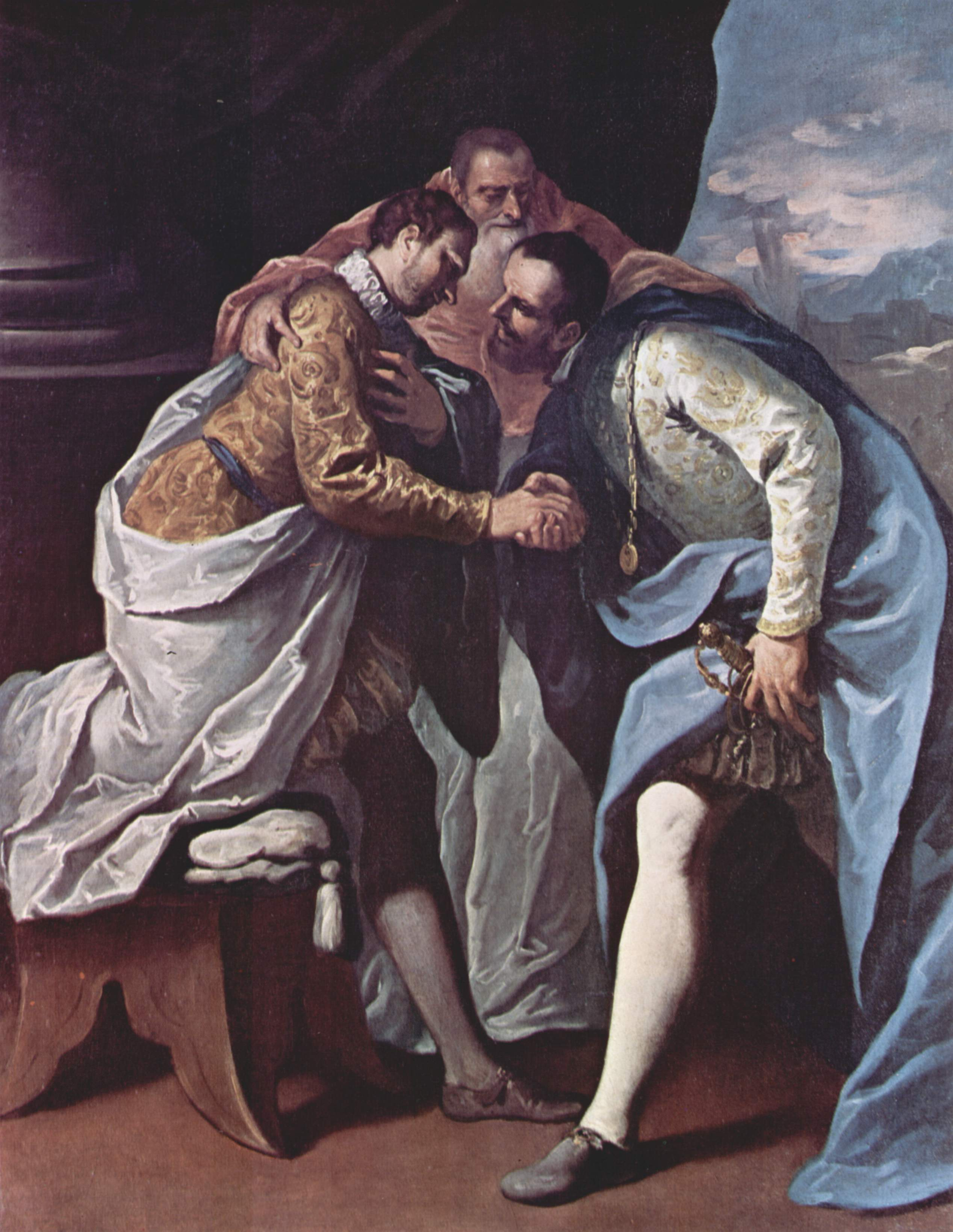
Встреча папы Павла III, Франциска I и Карла V. 1687−1688. Холст, масло. Городской музей, Пьяченца
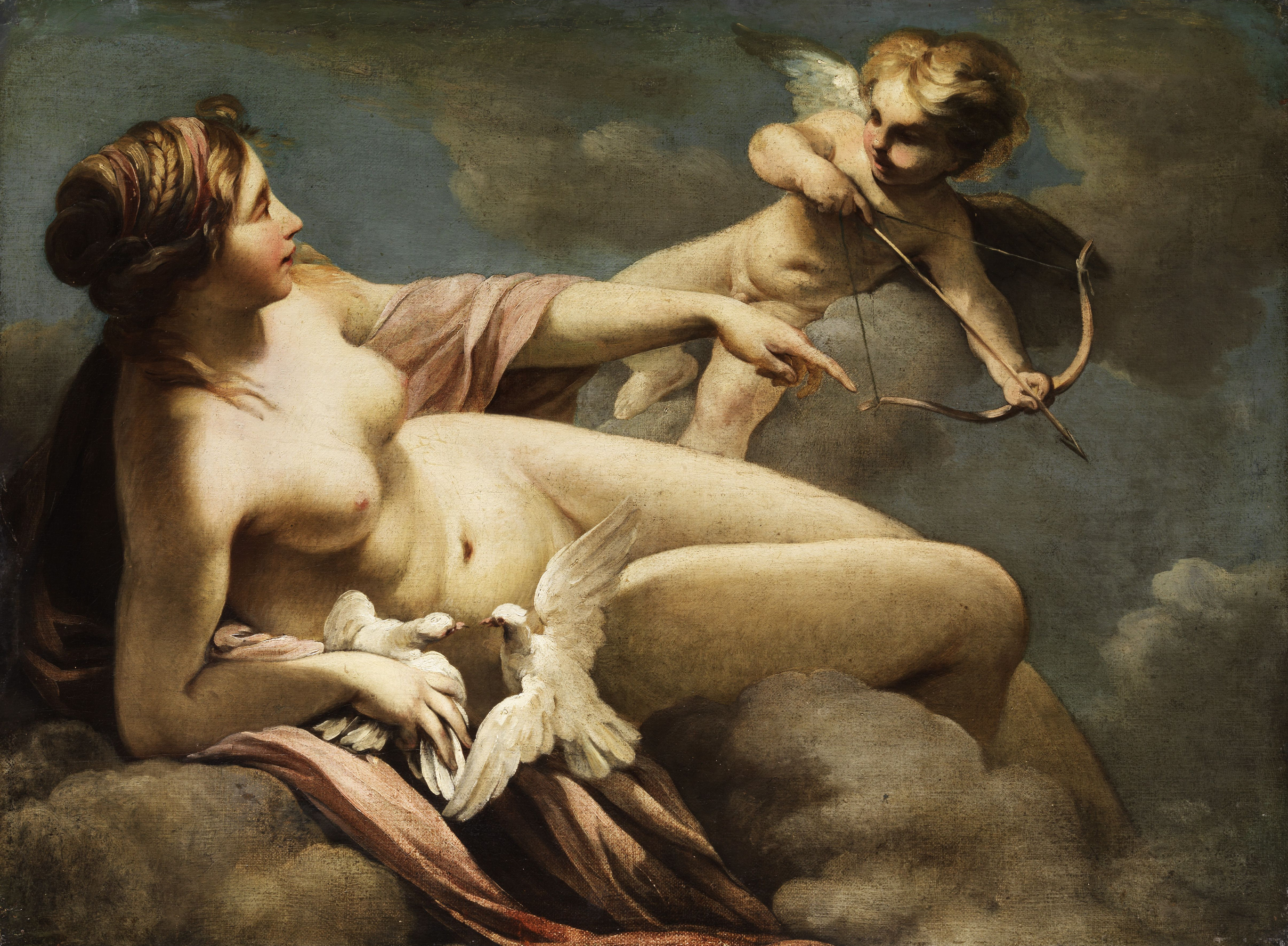
Венера и Купидон. Ок. 1700 г. Холст, масло. Местонахождение неизвестно
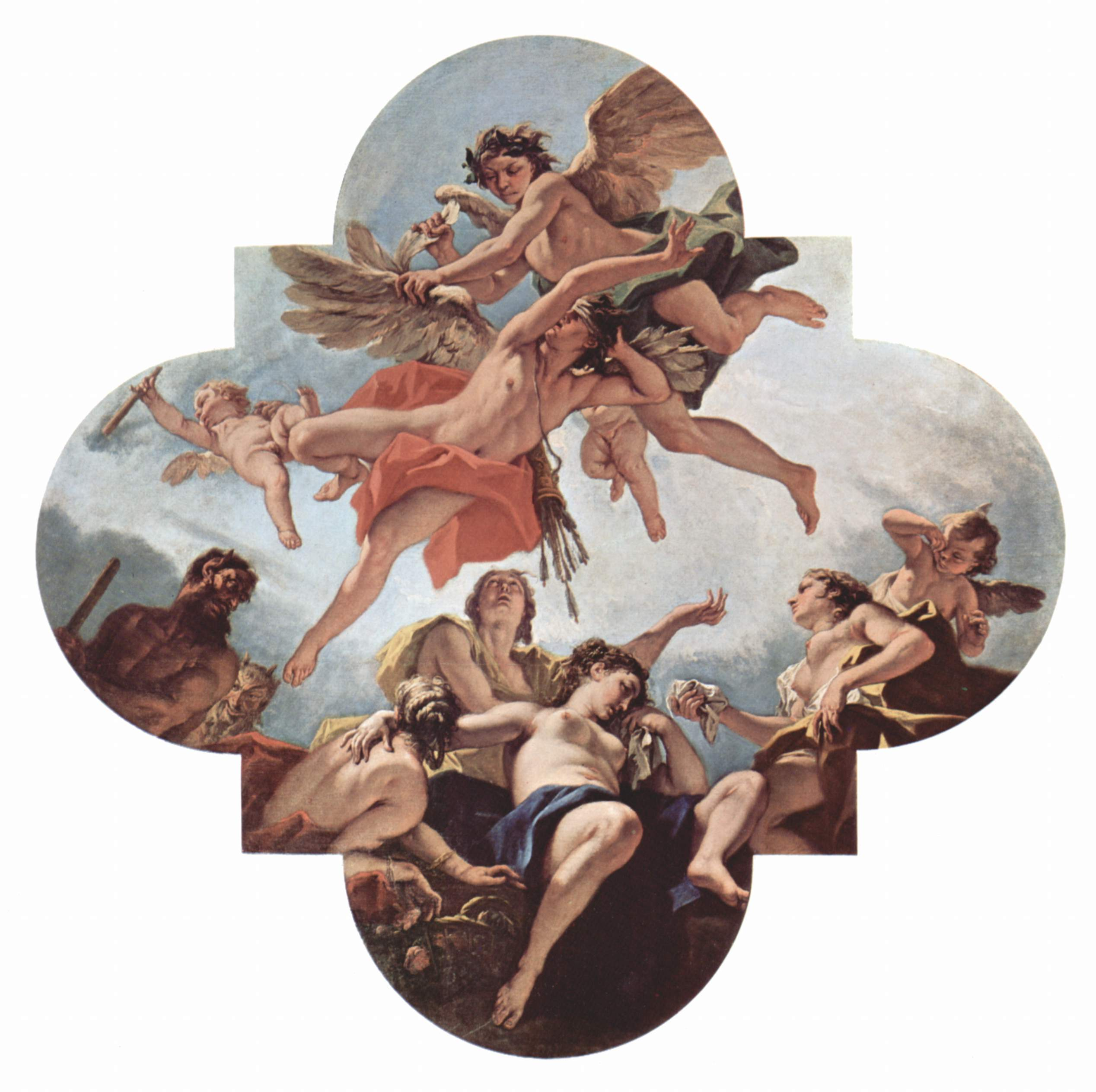
Наказание Купидона. 1706—1707. Палаццо Фенци, Флоренция
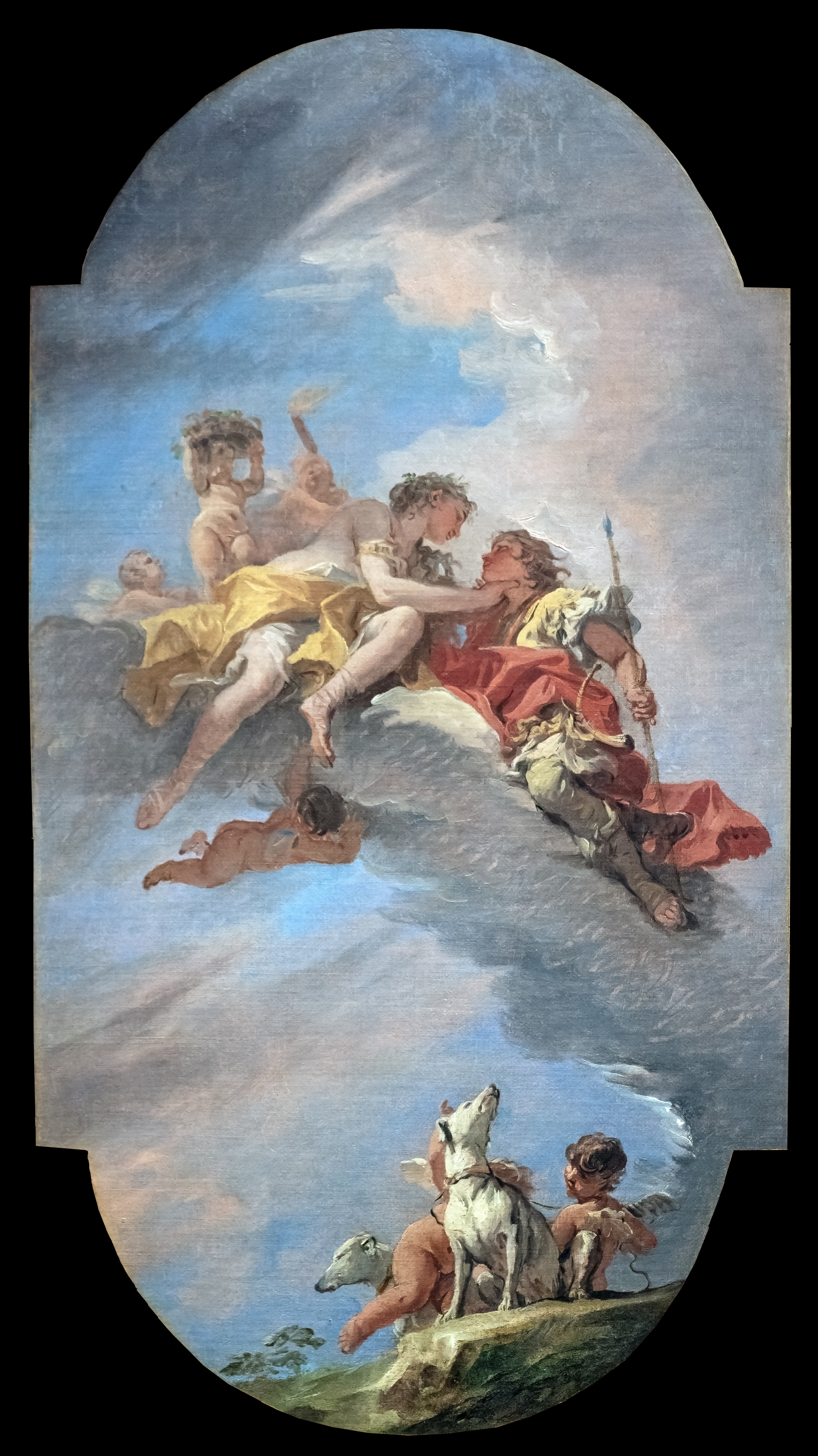
Венера и Адонис. 1706—1707. Холст, масло. Музей изящных искусств, Орлеан
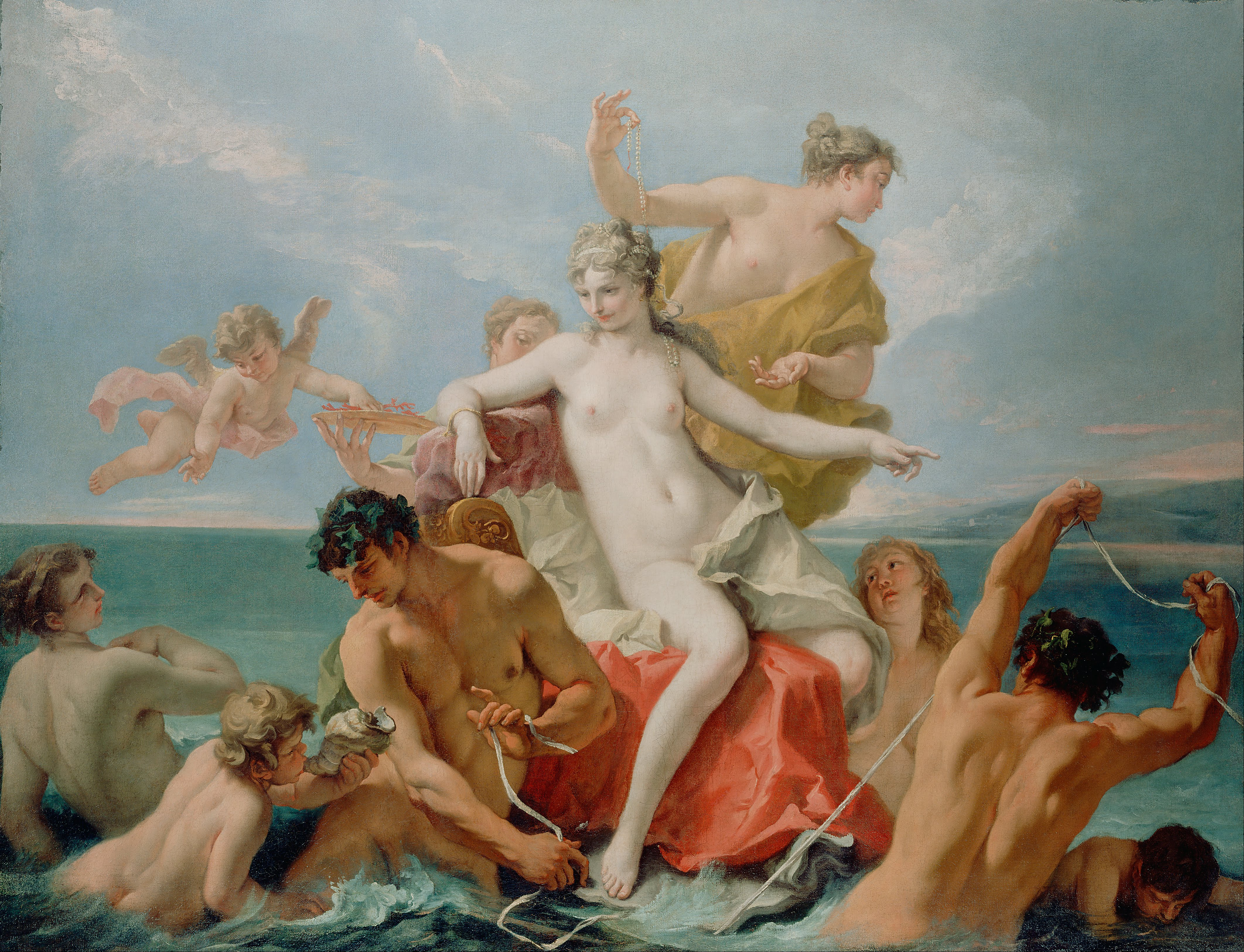
Триумф Венеры. Ок. 1713 г. Холст, масло. Центр Гетти, Лос-Анджелес
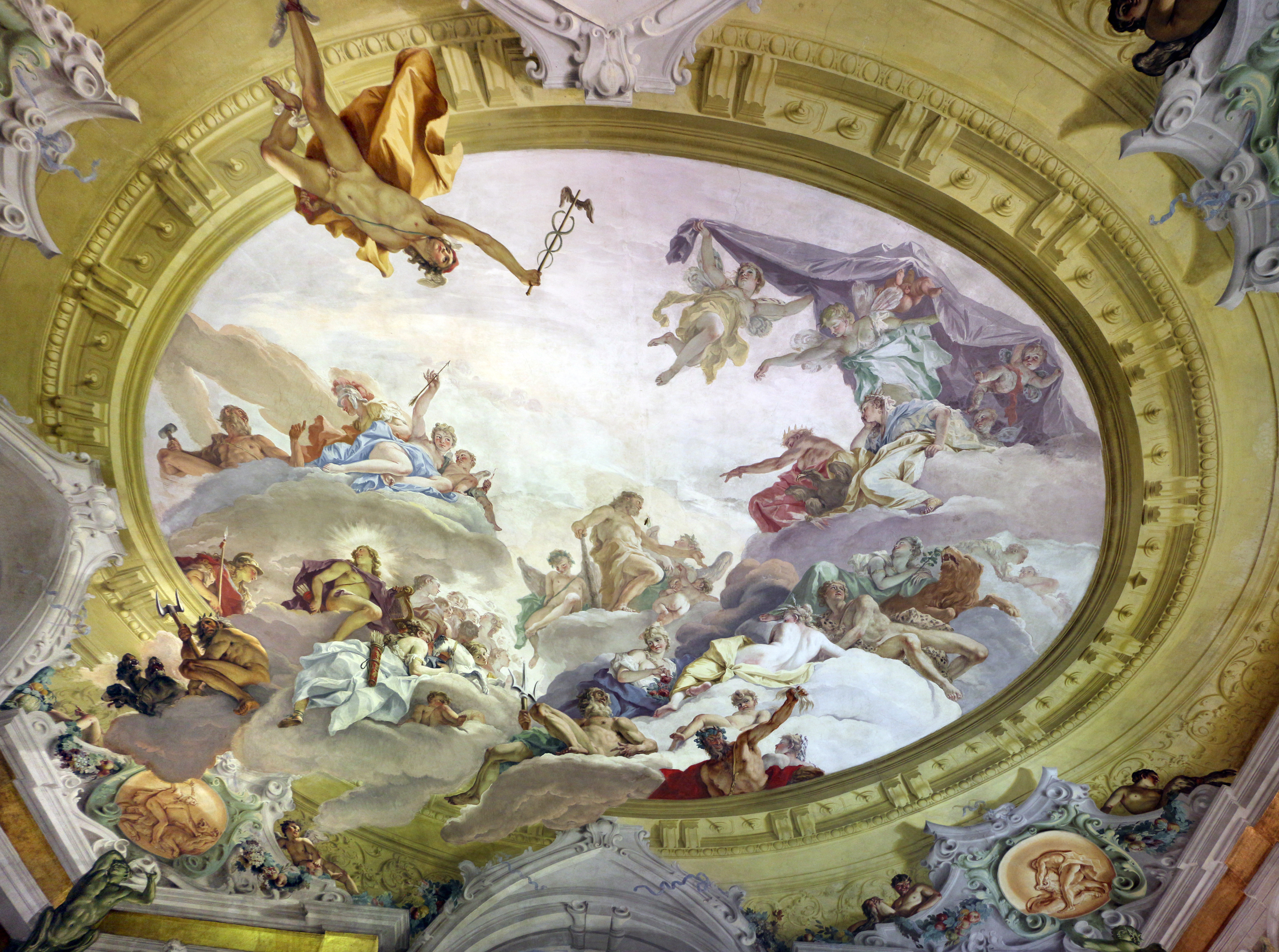
Роспись свода Салона Геркулеса Палаццо Фенци, Флоренция (квадратура Дж. Тонелли)
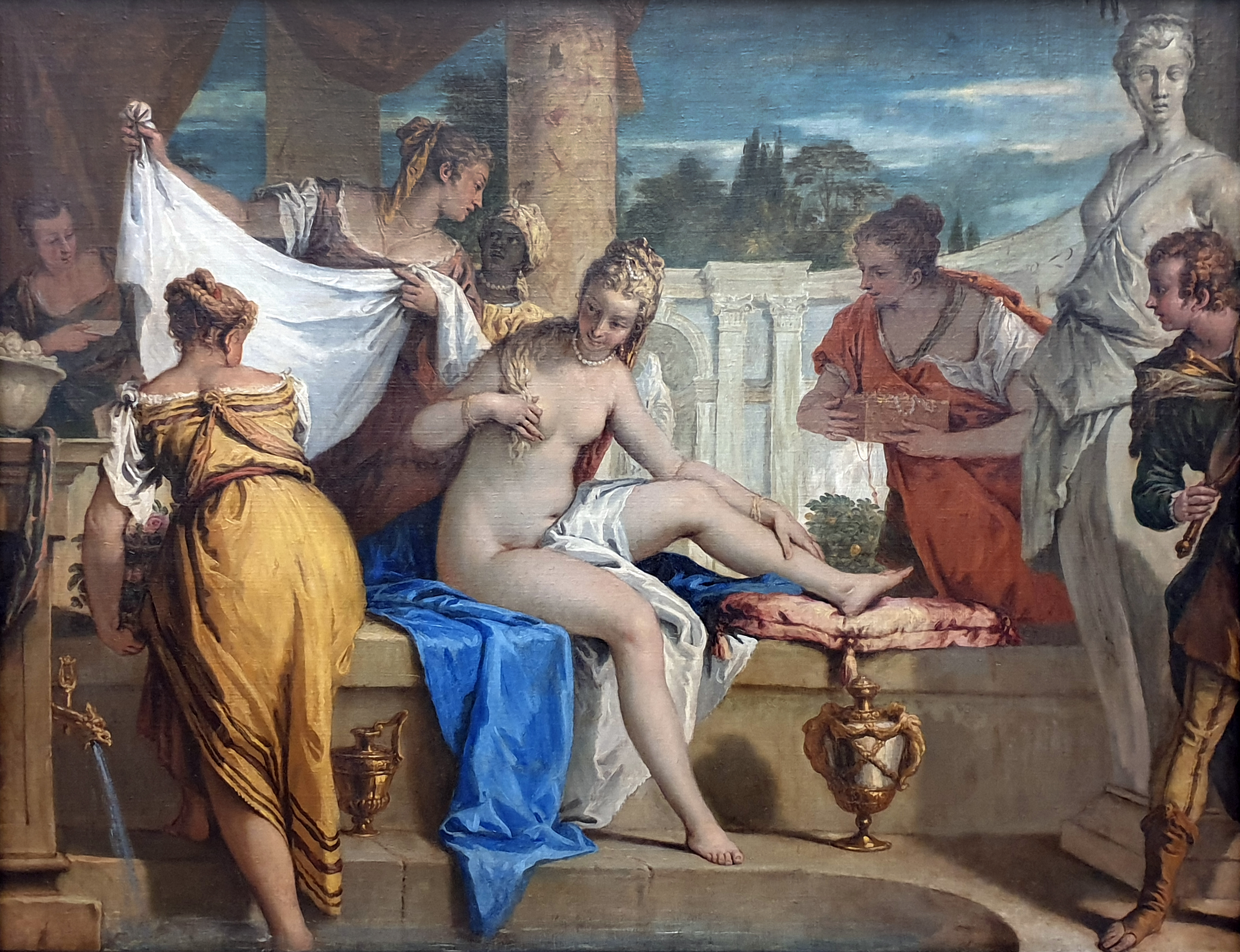
Туалет Вирсавии. 1725. Холст, масло. Берлинская картинная галерея

## Основные произведения Себастьяно Риччи
- «Пьета», 1686, х., м., 130 х 120, Парма, церковь Нуово Капучино
- «История Павла III», 1687—1688, х., м., Пьяченца, Палаццо Фарнезе, Городская Пинакотека
- «Апофеоз Павла III», 1687—1688, фреска, Пьяченца, Палаццо Фарнезе
- «Ангел-хранитель», 1694, х., м., 400 х 230, Павия, церковь Санта-Мария-дель-Кармине
- «Основание базилики Теодолиндой», 1697, х., м., собор в Монце
- «Нептун и Амфитрита», Мадрид, Музей Тиссена-Борнемисы
- «Причащение святой Марии Египетской», 1698, х., м., Милан
- «Святой Григорий Великий преклоняющийся перед Девой Марией», 1700, х., м., 558 х 188, Падуя, церковь Санта-Джустина
- «Вознесение», 1701, х., м., 580 х 300, Рим, базилика Санти Апостоли
- «Аллегория королевских достоинств», 1702, Вена, дворец Шёнбрунн
- «Вознесение», 1702, х., м., 275 х 309 Дрезден, Галерея старых мастеров
- «Распятие с Богоматерью и святыми Иоанном Евангелистом и Карло Борромео», 1704, х., м., 235 х 144 Флоренция, Уффици
- Фрески, 1706—1707, Флоренция, Палаццо Маручелли-Фенци
- Фрески, 1707, Флоренция, Палаццо Питти
- «Мадонна с младенцем и святыми», 1708,х., м., 406 х 208 , Венеция, базилика Сан-Джорджо-Маджоре
- «Семейство Дария перед Александром», 1709, х., м., 194 х 246, Музей искусств Северной Каролины
- «Освобождение Святого Петра», 1710, Trescore Balneario, Бергамо, церковь Святого Петра
- «Эсфирь перед Артаксерксом», 1711, х., м., 258 х 332, Палаццо Таверна, Рим
- «Святое семейство с Елизаветой и Иоанном», 1712, Королевская коллекция, Лондон
- «Нахождение Моисея»,1711, х., м., 257 x 322, Рим, Палаццо Таверна
- Фрески в Бёрлингтон-хаус, 1712—1714, Лондон
- «Купидон перед Юпитером», 1712—1714, х., м., 484 x 503, Лондон, Бёрлингтон-Хаус
- «Бахус и Ариадна», 1712—1714, х., м., 189 x 104, Лондон, Чизвик-хаус
- «Диана и нимфы», 1712—1714, х., м., 347 x 482, Лондон, Бёрлингтон-хаус
- «Битва лапифов с кентаврами», ок.1715, х., м., 63×70, частная коллекция, Милан
- «Голова женщины», 1718, фрагмент фрески, Городской музей, Беллуно
- «Сусанна перед Даниилом», 1726, х., м., 243 x 440, Турин, Галерея Сабауда
- «Идолопоклонство царя Соломона», 1725, х., м., 128 x 151, Турин, Галерея Сабауда
- «Агарь в пустыне», 1727, х., м., 180 x 140, Турин, Палаццо Реале
- «Экстаз святой Терезы», 1727, х., м., 370 x 185, Виченца, церковь Сан-Джилорамо дельи Скальци
- «Ревекка и Элиэзер у колодца», 1727, х., м., 182 x 139, Турин, Палаццо Реале
- «Магдалина, умащивающая ноги Христа», 1728, х., м., 323 x 632, Турин, Галерея Сабауда
- «Моисей высекает воду из скалы», 1726, х., м., 233 x 440, Турин, Галерея Сабауда